# Didymosella pluma
Didymosella pluma är en mossdjursart som beskrevs av Cook och Chimonides 1981. Didymosella pluma ingår i släktet Didymosella och familjen Didymosellidae. Inga underarter finns listade i Catalogue of Life.